# Maurice Richard
Joseph Henri Maurice Richard, detto The Rocket (Laval, 4 agosto 1921 – Montréal, 27 maggio 2000) è stato un hockeista su ghiaccio canadese.

## Carriera
Giocò nelle file dei Montreal Canadiens dal 1942 al 1960, raggiungendo per primo il notevole risultato di 50 goal segnati in 50 partite. Visse per la maggior parte della sua vita ad Ahuntsic, Montréal. Della sua carriera e la sua vita si racconta maggiormente nel film Maurice Richard di Charles Binamé (2005), ma anche in una serie tv intitolata Maurice Richard: histoire d'un Canadien, diretta da Jean-Claude Lord e Pauline Payette, del 14 novembre 1999 ed ancor prima in Heritage Minutes, un breve servizio televisivo del 1997.
Anche il fratello minore, Henri Richard, di quindici anni più piccolo, fu un giocatore di hockey su ghiaccio. A lui è intitolato l'omonimo Maurice Richard Trophy.